# 하비에르 밀레이
하비에르 헤라르도 밀레이(스페인어: Javier Gerardo Milei, 1970년 10월 22일~)는 아르헨티나의 경제학자이자 정치인이다. 2023년 아르헨티나 대통령 선거 대통령 선거 당선자이다. 2023년 12월 10일, 알베르토 페르난데스 대통령의 후임 대통령으로 취임했다.

## 생애
1970년 10월 22일  아르헨티나의 수도 부에노스아이레스에 위치한 팔레르모에서 태어났으며, 벨그라노 대학교 경제학 석사 학위를 취득 후 다양한 회사와 국제기구에서 경제학자로 활동하였다.
그는 오스트리아 학파의 우익 자유지상주의를 극단적으로 옹호하여 아나르코자본주의자나 극우로도 평가받는다. 그는 2010년대부터 여러 저서를 출판하고 라디오 쇼를 진행하는 등 대중 활동으로 인지도를 키웠다.

## 정치 활동
2018년 지지자들과 함께 소수정당인 자유당을 창당하였다. 이후 2021년 정당연합인 자유 전진을 이끌고 총선에 참여하여 아르헨티나 대의원 의원으로 당선되었다. 계속되는 경제난에 지친 아르헨티나에서 기성 양당을 제치고 새로운 대안으로 급부상하며 2023년 아르헨티나 대통령 선거를 앞둔 10월 22일 예비 선거에서 1위를 기록하여 화제를 모았고, 동년 11월 19일 치러진 결선에서 상대 세르히오 마사 후보를 10% 이상의 차로 누르고 대통령으로 당선되었다. 이후 2023년 12월 10일 대통령으로 취임했다.

## 역대 선거 결과
| 선거명      | 직책명                      | 대수 | 정당       | 1차 득표율 | 1차 득표수  | 2차 득표율 | 2차 득표수   | 결과         | 당락                           |
| ----------- | --------------------------- | ---- | ---------- | ---------- | ----------- | ---------- | ------------ | ------------ | ------------------------------ |
| 2021년 선거 | 하원의원 (부에노스아이레스) | 78대 | 자유 전진  | 17.04%     | 313,808표   |            |              | 비례대표 3번 | 부에노스아이레스 하원의원 당선 |
| 2023년 선거 | 아르헨티나의 대통령         | 48대 | 자유지상당 | 29.99%     | 7,884,336표 | 55.69%     | 14,476,462표 | 1위          |                                |